# رسمية عودة
رسمية يوسف عودة (مواليد 1947 أو 1948) تعرف أيضاً باسم رسمية يوسف، ورسمية ستيف، ورسمية جوزيف، مواطنة فلسطينية، ومواطنة أمريكية سابقاً. شغلت رسمية عودة منصب مدير مشارك في شبكة العمل العربية الأمريكية في شيكاغو.
أدينت رسمية عام 1970 من قبل المحكمة العسكرية الإسرائيلية لتورطها في عملية السوبر سول، وفي عام 2014، أدانتها هيئة محلفين اتحادية في الولايات المتحدة بسبب الهجرة غير الشرعية. حكم عليها في إسرائيل بالسجن المؤبد لضلوعها في تفجيرين في القدس عام 1969 والمشاركة في الجبهة الشعبية لتحرير فلسطين (الذي تعتبره إسرائيل تنظيماً غير قانوني). أمضت رسمية 10 أعوام في السجن قبل أن يطلق سراحها في عملية تبادل للأسرى مع الجبهة الشعبية عام 1980.
أدينت رسمية بالاحتيال على الهجرة في 10 تشرين الثاني (نوفمبر) 2014، من قبل هيئة محلّفين في محكمة اتحادية في ديترويت -ميشيغان. في 11 كانون الأول (ديسمبر) 2014، أطلق سراحها بموجب كفالة في انتظار الحكم. يُصرّ محامي رسمية على أنها لم تحصل على «محاكمة عادلة وكاملة» لأن القاضي يصدر الحكم بما يتناقض مع شهادتها التي أفادت فيها أن اعترافها بالجرائم قد انتزع منها تحت وطأة التعذيب عندما كانت معتقلة لدى الشرطة الإسرائيلية عام 1969. في 13 شباط (فبراير) 2015، ردّ القاضي الاتحادي غيرشوين درين طلب رسمية عودة بإلغاء إدانة هيئة المحلفين الاتحادية أو منحها محاكمة جديدة. حكم القاضي درين بأن حجّتها تفتقر إلى الجدارة القانونية، كما أظهرت الأدلة أنها حصلت على الجنسية الأمريكية بطريقة غير مشروعة، لم يصدّق المحلفون تفسيرها واكتفوا بأن الأدلة كانت أكثر من كافية لدعم حكم لجنة المحلفين.
تم الحكم على رسمية بالسجن لمدة 18 شهراً، وسجنت في سجنٍ اتحادي في 12 آذار (مارس) 2015، كما جرّدت من جنسيتها الأمريكية، على أن يتم إبعادها من الولايات المتحدة إلى الأردن حال انتهاء مدة محكوميتها. خرجت رسمية من السجن بكفالة.

## الإدانة والسجن في إسرائيل
اعتقلت رسمية عودة في آذار (مارس) 1969، وقد أدينت عام 1970، وحكمت عليها المحكمة العسكرية الإسرائيلية السجن المؤبد لضلوعها (من وجهة النظر الإسرائيلية) في حادثتي تفجير في القدس ومشاركتها في منظمة غير قانونية وهي الجبهة الشعبية لتحرير فلسطين. جادل ممثلوها القانونيين بصحة اعترافاتها للجرائم المنسوبة لها، استناداً على ادعائها بأن الاعتراف تم تحت التعذيب الذي مارسه عليها الجيش الإسرائيلي. قال ممثلو الادّعاء الاتحادي الأمريكي في قضية لاحقة أن المحققين الإسرائيليين عثروا على «مواد كاملة لصنع القنابل والمتفجرات» وعلى طوب متفجر في غرفتها.
عام 1980، كانت رسمية من بين 78 سجين أفرجت عنهم إسرائيل في عملية تبادل الأسرى التي تمت مقابل جندي إسرائيلي واحد كان قد أسر في لبنان.